# Папа, папа, бедный папа, ты не вылезешь из шкафа, ты повешен нашей мамой между платьем и пижамой
«Папа, папа, бедный папа, ты не вылезешь из шкафа, ты повешен нашей мамой между платьем и пижамой» (англ. Oh Dad, Poor Dad, Mamma's Hung You in the Closet and I'm Feelin' So Sad) — американская чёрная комедия 1967 года, снятая режиссёром Ричардом Куайном по одноимённой пьесе Артура Копита.

## Сюжет
Описанная автором как «фарс в трёх сценах», история повествует о властной женщине мадам Розпетл, которая отправляется на роскошный курорт на Карибах, взяв с собой сына-недотёпу Джонатана и покойного мужа прямиком в его гробу. Джонатан — ограниченный матерью великовозрастный ребёнок, который с трудом может общаться с людьми. Он сосёт палец, плачет под одеялом и заикается. Встреча с юной и прекрасной Розали меняет молодого человека в лучшую сторону. Та же прибыла на остров с пожилым, но очень богатым любовником.
Коммодор Розабав, уверенный в своей неотразимости и мужской силе, решает соблазнить и мадам Розпетл. Пока они проводят всё больше времени вместе, Розали и Джонатан также сближаются. Это категорически не устраивает его мать, убеждённую, что молодой человек должен быть предан только ей и памяти умершего отца. Джонатан пытается сбежать от властной родительницы, но это ему не удаётся. Бросившийся в погоню за ними Розабав умирает от сердечного приступа на своей яхте. Мать и сын вновь остаются вдвоём, отныне путешествуя уже с двумя чучелами мужчин, отца Джонатана и коммодора.

## В ролях
- Розалинд Расселл — мадам Розпетл[1]
- Роберт Морс — Джонатан
- Барбара Харрис — Розали
- Хью Гриффит — коммодор Розабав
- Джонатан Уинтерс — папа

## Критика
Журнал Variety отметил, что Розалинд Расселл полностью проваливает свою роль, не лучшим образом справляется и Морс. Харрис и Гриффит получили в целом положительные оценки своей игры. Похвалы от издания заслужил и Уинтерс, но его персонаж несколько выпадал из общего актёрского состава.
Тони Мастроянни из Cleveland Press посчитал работу Барбары Харрис в фильме лучшей среди всего ансамбля. Хью Гриффит, по его мнению, повторяет образ стареющего развратника, который он имел в «Томе Джонсе», но здесь его игра более захватывающая.